# Rawson
För andra betydelser, se Rawson (olika betydelser).
Rawson är en stad i södra Argentina som hade cirka 32 000 invånare år 2013. Staden är huvudstad i provinsen Chubut.
Rawson ligger i Patagonien vid kusten till Atlanten, och vid mynningen av floden Chubut.